# Stanisław "Rewera" Potocki
Stanisław Potocki, detto Rewera (Podhajce, 1589 – Podhajce, 27 febbraio 1667), è stato un nobile e condottiero polacco.
Consigliere del re Giovanni II Casimiro, riuscì a sconfiggere gli invasori svedesi e russi durante il cosiddetto Diluvio insieme a Stefan Czarniecki.
Il soprannome "Rewera" fu dato a Stanisław Potocki a causa del suo uso frequente delle parole latine re vera (che significa "in effetti").
In suo onore, suo figlio, il futuro Atamano di Campo della Corona Andrzej Potocki, fondò nel 1662 la città di Stanisławów, odierna Ivano-Frankivs'k.

## Biografia
Inizialmente tiepido membro della Chiesa riformata polacca, sotto l'influenza dei gesuiti e della sua prima moglie si convertì dal calvinismo al cattolicesimo. Potocki fu sposato con Zofia Kalinowska e Anna Mohyła. Dopo accurati studi in patria e all'estero (principalmente in Francia e nei Paesi Bassi) iniziò la sua grande carriera militare combattendo i ribelli con il padre e gli zii dalla parte del re Sigismondo III nella battaglia di Guzów. Prese poi parte a una spedizione in Valacchia e all'assedio di Smolensk nel 1611, durante la guerra polacco-russa. Combatté anche a Cecora (1620) e a Chocim (1621). Prese parte alla guerra con la Svezia (1626–1629) sostituendo temporaneamente Stanisław Koniecpolski che subì una grave sconfitta a Górzna nel 1629. Combatté i ribelli cosacchi negli anni 1637–1638.

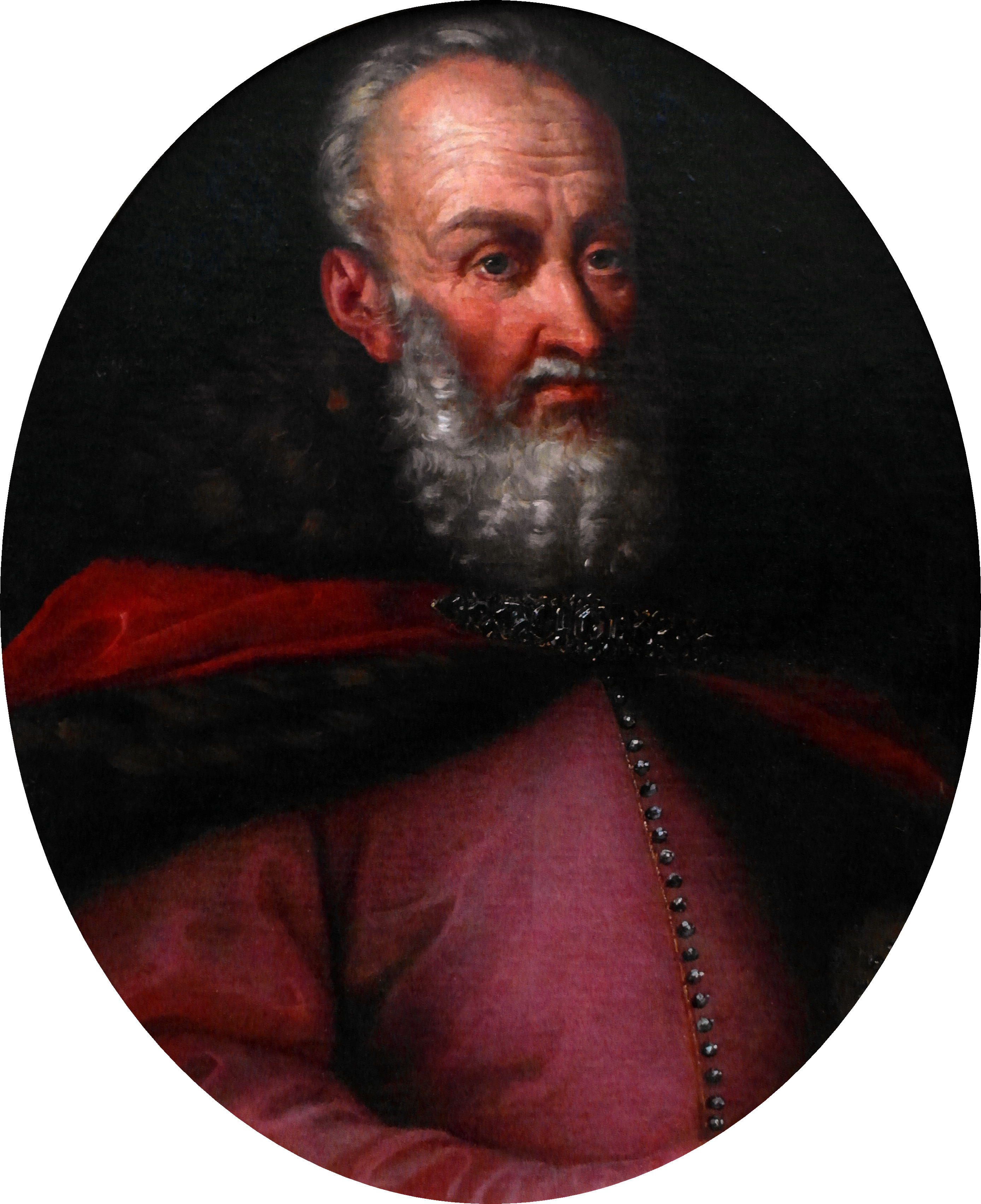
Anonimo, ritratto di Potocki del XVII secolo

Fu il podkomorzy (ciambellano) di Podolia dal 1621, castellano di Kamieniec Podolski dal 1628, e voivoda del Voivodato di Bratslav dal 1631 e del Voivodato di Podolia dal 1636. Potocki divenne Atamano di Campo della Corona nel 1652 e Grande atamano della Corona nel 1654. Fu voivoda del voivodato di Kiev dal 1655 e voivoda del voivodato di Cracovia dal 1658. Potocki era anche starosta di Halych, Radom, Krasnystaw, Ropczyce, Medyka, Bar, Grodziec, Kolomyia, Mostyska, Drahimów, Letychiv e Dolina.
Era l'elettore del re Ladislao IV in rappresentanza della provincia di Bratslav nel 1632 ed anche elettore del re Giovanni II Casimiro nel 1648 per la provincia della Podolia. Durante la rivolta di Chmel'nyc'kyj, si ritiene che Potocki abbia salvato la vita del re vicino alla città di Zborów. Come già citato, nel 1652 fu nominato Atamano di Campo della Corona e due anni dopo comandò l'esercito polacco contro russi e cosacchi. Nel 1655 combatté e vinse la battaglia di Ochmativ. Nello stesso anno fu nominato voivoda di Kiev.
Dopo l'invasione dell'esercito svedese durante il Diluvio, fu al comando permanente dell'esercito in Oriente, ma non combatté mai direttamente contro gli svedesi. Dopo la sconfitta presso Gródek Jagielloński (Battaglia di Horodok, in cui vinse l'esercito russo-cosacco), Potocki fu costretto ad arrendersi al re Carlo X Gustavo. Successivamente entrò a far parte della confederazione di Tyszowce.
Nelle campagne del 1656-1660 Potocki non era il comandante supremo di tutte le forze della Corona, tuttavia aveva il controllo di una propria divisione. Potocki fu uno degli atamani che partecipò alla battaglia di Varsavia nel 1656. Nel 1657 combatté vittoriosamente con Giorgio II Rákóczi e prese parte al blocco delle sue truppe vicino a Czarny Ostrów. Nel 1660, agendo congiuntamente con Jerzy Sebastian Lubomirski, Potocki vinse sull'esercito russo guidato da Vasilij Šeremetev, costringendolo ad arrendersi a Cudnów. L'ultima volta che combatté fu contro i ribelli di Lubomirski, subendo una sconfitta a Częstochowa nel 1665.

### Morte
Stanisław "Rewera" Potocki morì il 27 febbraio 1667 e fu sepolto nella chiesa della Santissima Trinità a Podhajce.